# Mode 1200–1300

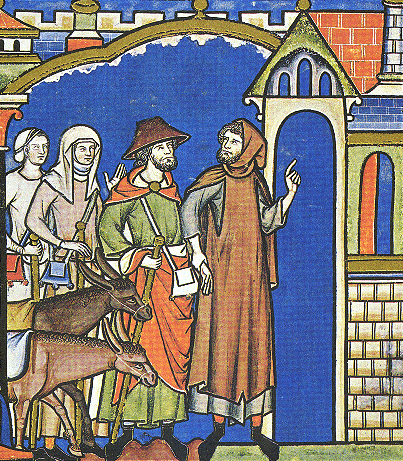

Mode 1200–1300 syftar på modet i Europa under 1200-talet. Under denna tidsperiod var mode ett västerländskt fenomen, eftersom klädedräkten i andra delar av världen under denna tidsperiod bestod av en etnisk och kulturell klädedräkt, som inte genomgick förändringar efter modets växlingar på det sätt som skedde i Europa.

## Allmänt
1200-talets kläder skulle till skillnad från 1100-talets vara vida istället för figurnära. Eftersom klädedräkten då var mycket vid bars den gärna med ett bälte om midjan. 
Både män och kvinnor bar en långärmad och fotsid kjortel (tunika) av över en linnesärk. Kjorteln var liksom förr sydd med raka sömmar och såg likadant ut för både kvinnor och män. 
Både män och kvinnor bar hosor om benen. Männen bar dock brokar om könsdelarna, som hosorna kunde fästas vid, medan det inte finns några uppgifter om att kvinnor bar brokar, och deras hosor istället knöts fast vid knäna. Som överplagg bars den könsneutrala manteln. 
Både män och kvinnor skulle ha stort, långt och lockigt hår. Män liksom ogifta kvinnor kunde bära coif som huvudbonad, medan gifta kvinnor bar slöja och haklin (ett band som drogs över halsen och fästes under en slöja eller mössa).
Liksom tidigare var tyget till kläder som regel linne för de inre plaggen, och kläde för de yttre. Under 1200-talet började en viss sidentillverkning uppkomma i Europa, och siden blev därför något mer tillgängligt än förr, när det hade fått importeras från Kina via Sidenvägen. 
Liksom tidigare kunde kläde eller siden färgas av de som ville klä sig i andra färger än grått, vitt eller brunt. Färgning av kläder kunde ske med billiga eller dyra metoder och fick därför olika resultat i olika samhällsklasser; intensiva och klara färger, som var svårare och därmed dyrare att åstadkomma, bars av överklassen och hade därför högre status än blekare och mer blandade färger. De vanligaste färgerna var liksom tidigare rött och olika gula och brungröna toner, eftersom de var lättast att åstadkomma, men under 1200-talet blev intensivt klarblått den mest moderna färgen. Den var svår att åstadkomma och blev därför en modefärg för eliten, och det franska kungahuset antog den som sin heraldiska färg.

## Dammode

### Klädedräkt
Kvinnor bar en långärmad tunika (cotte eller kjortel) över en linnesärk. Över tunikan bars en surkot, det vida ärmlösa överplagg som männen började bära över rustningen på 1100-talet, och som började bäras som vardagsplagg av både män och kvinnor, ofta i kontrasterande färg.
Till skillnad från män var kvinnor helt nakna under kjolarna, men även de bar hosor över benen, som i deras fall knöts fast över knäna. 
Denna klädsel skilde sig inte mycket åt mellan män och kvinnor, vilket förklarar varför män och kvinnor ofta kunde testamentera sina kläder till varandra och utan problem kunde bära varandras kläder.
En potentiell könsskillnad var kjortelns längd: medan kvinnor alltid hade en lång tunika, kunde män ibland ha en knäkort, men korta manstunikor användes som regel bara som arbetskläder. Tunikan skulle till skillnad från 1100-talet inte vara figurnära utan så lång och vid att den föll ihop i skrynklor över golvet nere vid fötterna.

### Hår och huvudbonad
Under 1200-talet bar gifta kvinnor ur överklassen ibland en annan huvudbonad än dok. Det blev modernt att vira ett linneband om hakan och fästad ovanpå huvudet: denna kunde hålla ett hårnät (barbette) på plats över bakhuvudet, eller en linneklädnad formad som en krona (fillet).  

### Bildgalleri

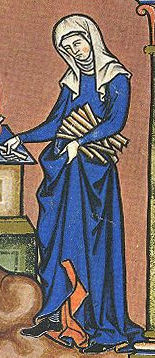
En lång lös blå övetunika, och ett vitt hustrudok, som täcker både huvud och hals.
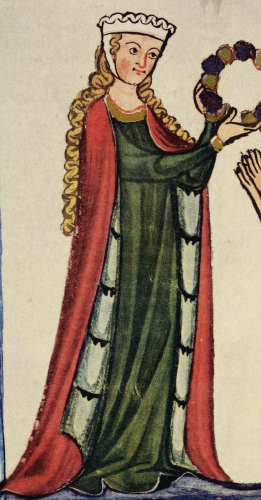
Den typiska stilen 1200–1330: en vid veckad övertunika, så lång att den veckar sig på marken, under en mantel. Ett lin virat om huvud och haka under en linnekrona (fillet). En ogift kvinna bär håret utsläppt, medan en gift kvinna hade burit det i knut under ett hårnät, eller helt täckt.
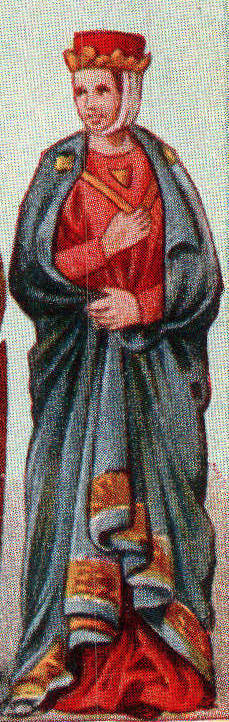
1200-talets vida mode. Blå mantel över veckad röd kjortel. Vitt hustrulin under tygkrona av ståltråd.

## Herrmode

### Klädedräkt
Män bar liksom kvinnor en långärmad tunika (cotte eller kjortel) över en linnesärk. Över tunikan bars en surkot, det vida ärmlösa överplagg som männen började bära över rustningen på 1100-talet, och som började bäras som vardagsplagg av både män och kvinnor, ofta i kontrasterande färg. På underkroppen bars brokar över könsdelarna och över benen hosor, som gärna hakades fast vid brokarna. 
Denna klädsel skilde sig inte mycket åt mellan män och kvinnor, vilket förklarar varför män och kvinnor ofta kunde testamentera sina kläder till varandra och utan problem kunde bära varandras kläder.
En potentiell könsskillnad var längden: medan kvinnor alltid hade en lång tunika, kunde män ibland ha en knäkort, men att bära fotsid tunika var mycket vanligt för män. Män bar kort tunika främst om de hade ett kroppsarbete som gjorde en lång sådan opraktisk, och lång tunika var därför ett statusplagg. Den skulle gärna vara för lång, så den skrynklade ihop sig i en hög runt fötterna. 

### Hår och huvudbonad
Ett populärt ytterplagg var en cyclas, ett plagg som täckte axlarna med hål för huvudet, som ofta hade en huva. Över den bars mantel. Coifen var en vanlig huvudbonad. 
Under 1200-talet hade män liksom kvinnor långt, lockigt och blont hår (dock halvlångt snarare än hellångt), gärna i pagelängd. Skägg bars endast av äldre män. 

### Bildgalleri

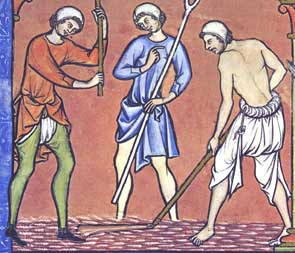
Röd kjortel över gröna hosor och vita brokar eller braies. Blå kjortel. Den tredje mannen bär enbart underkläder: de vita brokarna. Alla bär coif som huvudbonad.
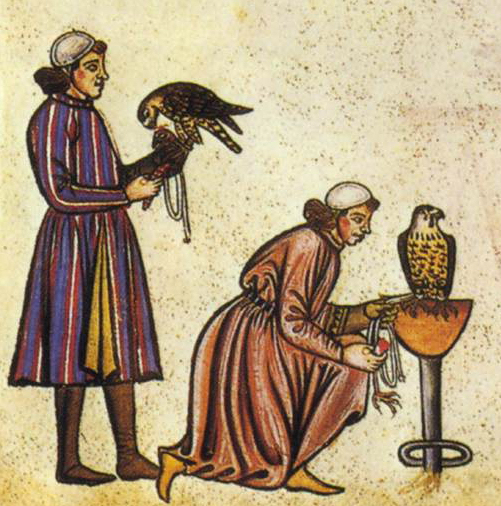
Män i 1200-talets vida kjortel över hosorna och coif på huvudet.
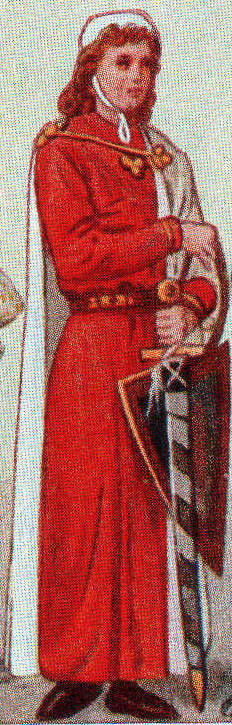
1200-talets vida övertunika, med mantel.